# Áris Messínis
Áris Messínis (grec moderne : Άρης Μεσσήνης) est un reporter-photographe né en Grèce en 1977.  

## Biographie
Áris Messínis est né en 1977 en Grèce. Il est le fils d’un photojournaliste.  
Autodidacte, il a commencé à travailler avec l'Associated Press en 1997 en tant que photographe pigiste après avoir terminé ses études secondaires et effectué son service militaire. 
Il est photographe professionnel depuis 2003 et entre en 2006 à l'Agence France-Presse dont il dirige le département photo à Athènes. 
Il couvre la première guerre civile libyenne et notamment la bataille de Syrte en 2011. Ce travail est récompensé en 2012 par le prix Bayeux-Calvados des correspondants de guerre. 
En 2015, il documente au long cours les arrivées des réfugiés sur l’île de Lesbos. Ce travail est récompensé par un « Visa d’or News » au festival Visa pour l’Image. 
En février 2022, il fait partie de l’équipe de l’AFP chargée de couvrir l’invasion de l'Ukraine par la Russie.

## Prix et récompenses
Liste non exhaustive
- 2002 : Deadline Club of America Awards[1]
- 2002 : Editor & Publisher photos of the year Awards[1]
- 2005 : EPPA Fuji Hellas first prize[1]
- 2005 : NPPA Best of Photojournalism Contest third place[1]
- 2005 : Prix International du Grand Reportage Sportif Francophone first photo prize[1]
- 2011 : Award of AMAN (Alliance of Mediterranean News Agencies)[1]
- 2011 : FotoWeek DC,  pour sa couverture des événements en Grèce[1].
- 2012 : Grand prix de photojournalisme Days Japan, prix spécial du jury pour « une série d’images prises lors des combats à Syrte, dernière bataille avant la chute de Mouammar Kadhafi »[4]
- 2012 : Prix Bayeux-Calvados des correspondants de guerre, pour sa couverture du conflit libyen, et notamment la bataille de Syrte[2]
- 2016 : Visa d’or News au festival Visa pour l’Image, « pour son travail sur les rives de Lesbos touchées par des vagues de réfugiés »[3],[6].